# Giulio Curioni

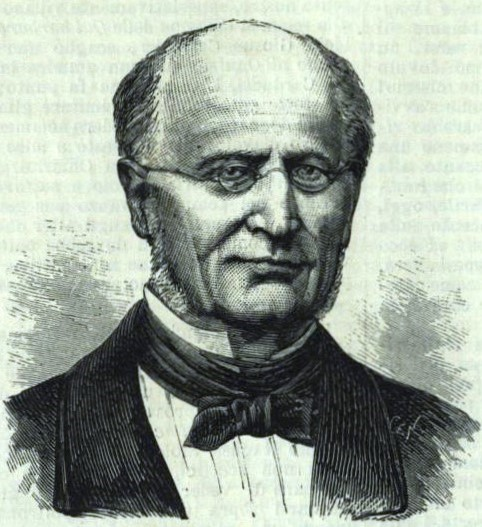
Giulio Curioni

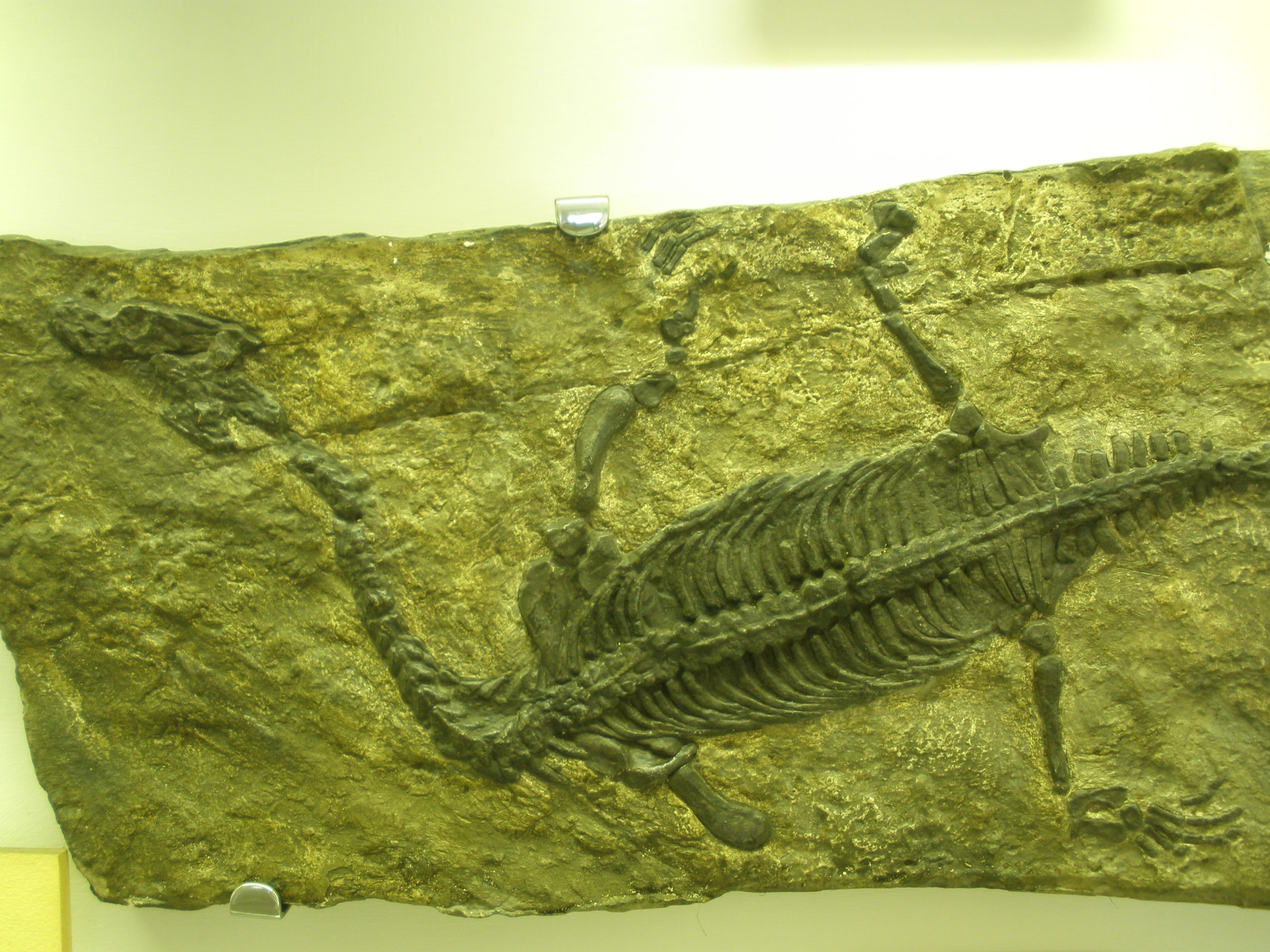
Lariosaurus balsami, Museo di storia naturale di Verona, prima descrizione di G. Curioni

Giulio Curioni (Milano, 17 maggio 1796 – Milano, 21 settembre 1878) è stato un geologo, paleontologo e funzionario italiano.

## Biografia
Curioni è originario di una famiglia aristocratica di Asso, studiò Legge all'Università degli Studi di Pavia e si laureò nel 1815. Col trascorrere del tempo lo interessarono le scienze naturali. Iniziò controvoglia la carriera amministrativa nella delegazione di Como, assunse una funzione nell'Ispettorato delle polveri e nitri, fatto che gli permise di ricercare minerali nelle Alpi. Studiò l'occorrenza di svariati giacimenti minerari, tra cui la Siderite in Val Camonica, della Val Seriana, della Val di Scalve, della Val Trompia e dei monti che circondano il lago di Como. Col trascorrere del tempo divenne uno dei migliori geologi delle Alpi Lombarde e pubblicò svariati studi scientifici su massi erratici, ferro, marmo, scisti bituminosi, e torba.
Divenne segretario dell'Istituto Lombardo Accademia di Scienze e Lettere, fu nel comitato del Museo Civico di Storia Naturale di Milano e, dopo l'unità d'Italia, nel Consiglio superiore delle miniere e nel Comitato geologico nazionale.
Fu un geologo pioniere della stratigrafia in Italia e studiò sistematicamente le formazioni rocciose del Triassico Lombardo. Prima delle sue ricerche si pensava che le formazioni lombarde più antiche fossero di origine Giurassica. Nel 1865 scoprì però terreni risalenti al periodo Carbonifero. Un altro tema geologico assai dibattuto all'epoca era l'eventuale presenza di segni di glaciazione nelle Pianura Padana. Curioni dimostrò la loro presenza e Studer più tardi confermò tale ipotesi. Nel 1877 fu pubblicata una sua monografia in due volumi sulla Geologia applicata delle provincie lombarde.
Curioni fu uno dei fondatori della Società italiana di scienze naturali e tra i primi a notare l'esistenza di pesci fossili e di sauri presso il Monte San Giorgio e a Besano. Descrisse in particolare il Lariosaurus balsami Curioni dedicandolo nel 1847 a Giuseppe Gabriel Balsamo-Crivelli.
Fu nominato commendatore dell'Ordine militare e religioso dei Santi Maurizio e Lazzaro e grande ufficiale dell'Ordine della Corona d'Italia. Nel 1838 Curioni è membro fondatore della Società d’incoraggiamento d’arti e mestieri, il più antico centro di formazione tecnica d'Italia.
In suo onore furono chiamati alcuni fossili ritrovati al Monte San Giorgio: l'ammonite Eoprotrachyceras curionii (Mojsisovics 1882), Lariosaurus curionii (Rieppel 1994), e Saurichthys curionii (Rieppel 1985).

## Opere
- Buntsandsteinfossilien in den Bergamasker Gebirgen, Ber. ü. d. Mitt. von Freunden der Naturwiss., Band 6, 1849, S. 1-20
- Appendice alla memoria sulla successione normale dei diversi membri del terreno Triassico della Lombardia, in Mem. d. I. R. Ist. Lombardo di Scienze e Lett., Serie 2, Band 7, 1859, S. 121-139
- Sulla industria del ferro in Lombardia, Milano 1860
- Geologia applicata delle provincie lombarde, 2 Bände, Milano 1877